# Roger Lanzac
Roger Gabriel Victor Lanrezac dit Roger Lanzac, né le 28 octobre 1920 à Conakry (en Guinée, alors colonie française) et mort le 25 novembre 1996 à Pineuilh (Gironde), est un animateur français de télévision et de radio, après avoir été chanteur et comédien.

## Carrière
Roger Lanzac commence sa carrière professionnelle comme chanteur, jouant dans des opérettes, tout en remplaçant de temps en temps l'homme de radio Zappy Max. Pendant la saison 1953-1954, il est aux côtés de Suzy Delair, Michel Roux, Lucien Lupi et Mona Monick dans Mobilette d'André Hornez et Henri Betti à l'Européen, près de la place Clichy à Paris. Ensuite, il prend son élan dans les Radio-Circus et goûte aux spectacles de cirque.
Il est connu en France pour avoir animé de 1962 à 1978 l'émission de télévision La Piste aux étoiles.
Il prend également la suite de Guy Lux en animant, jusqu'à son éviction en 1968, l'émission Télé Dimanche.
Il a marqué aussi l'histoire de la radio en animant l'émission de France Inter, Le jeu des 1 000 francs jusqu'en 1965, année de son remplacement pour six mois par le journaliste Pierre Le Rouzic, puis de manière pérenne par Lucien Jeunesse qui a comme lui commencé sa carrière comme chanteur.
Roger Lanzac continue de parcourir la France jusque dans les années 1980, avec le cirque Rancy Carrington en 1981, aux côtés des clowns vedettes de la télévision « les Bario », puis en tournée avec le cirque Jean Richard en 1982, avant de faire une dernière tournée avec le cirque Albert Rancy en 1983. En 1986, il est à Nantes, où il incarne Jules Verne pour les fêtes du Carnaval, ainsi que dans la comédie musicale créée dans le cadre du Festival Jules Verne. Il continue ensuite d'animer durant plusieurs années de multiples galas et spectacles, où le public lui a toujours témoigné une grande sympathie.

### Vie privée
Marié, Roger Lanzac a eu deux enfants.

## Postérité
Une rue située à Pineuilh (Gironde) porte le nom de scène Roger Lanzac, qu'il s'était choisi en omettant la syllabe centrale de son nom de famille, dont le plus illustre représentant est le général Lanrezac.
Un cirque a porté son nom.
Roger Lanzac est mentionné dans La Vérité si je mens ! 2 (2001), lorsque la mère de Serge Benamou, en voyant son fils habillé, s’exclame : « On dirait pas Roger Lanzac ? », en référence au style vestimentaire flamboyant de l’animateur.

## Filmographie
Acteur dans L'Autocar en folie (1953) et  La Fin des Pyrénées de Jean-Pierre Lajournade, 1971

## Discographie
En tant que chanteur : 
- 1962 : Le Parisien, éd. Guilain
- 1968 : Le Platane et l'Étudiant, éd. Polydor
- 1970 (?) : La Saint-Ouen (en duo avec Suzanne Gabriello)[5]

## Autobiographie
- Roger Lanzac, J'ai 20 ans de métier, Paris, Solar, 1967, 255 p.

## Sources
- « Roger Lanzac quitte la piste », L'Humanité,‎ 26 novembre 1996 (lire en ligne)